# امیلی اوبرایان
امیلی اوبرایان (انگلیسی: Emily O'Brien؛ زادهٔ ۲۸ مهٔ ۱۹۸۵) یک هنرپیشه اهل ایالات متحده آمریکا است.

## زندگی شخصی
او در شهر بدفوردشر انگلستان به دنیا آمد. مادرش ایرانی و پدرش انگلیسی بود. امیلی به زبان‌های فارسی، اسپانیایی و فرانسوی نیز تسلط دارد.